# Lapagerija
Lapagerija (lat. Lapageria), monotipski rod iz porodice filezijevki kojoj pripada vrsta Lapageria rosea, vazdazelene grmaste penjačica iz južnog Čilea.
Svojevremeno je uklčjučivana u samostalnu porodicu Lapageriaceae Kunth.

## Sinonimi
- Lapageria alba Decne.
- Lapageria hookeri Bridges ex Hook.
- Lapageria rosea var. albiflora Hook.
- Lapageria rosea var. rubra Schelle
- Philesia rosea (Ruiz & Pav.) D.Dietr.

## Galerija
- L. rosea, plod
- L. rosea
- L. rosea